# František Šantavý
František Šantavý (23. dubna 1915 Hroznová Lhota – 27. března 1983) byl český lékař, biochemik a vysokoškolský pedagog.
Narodil se v roce 1915 v Hroznové Lhotě. Po úspěšném absolvování gymnázia ve Strážnici začal v roce 1934 studovat na Lékařské fakultě Masarykovy univerzity v Brně. Předmětem jeho zájmu na fakultě byly především teoretické obory medicíny. Před německou okupací Československa studoval rovněž na univerzitě v Paříži. Po několika letech studia ovšem nestihl školu ukončit, když v roce 1939 uzavřeli české vysoké školy nacisté. Poté hledal zaměstnání v některé z nemocnic, nakonec však začal pracovat v baťových závodech ve Zlíně jako chemik. Ve volném čase nicméně vedle svého zaměstnání pracoval v nemocnici v Uherském Hradišti v klinicko-chemické laboratoři. V rámci svého působení na tomto pracovišti zveřejnil řadu odborných studií. Studium vysoké školy dokončil nedlouho po konci druhé světové války, krátce poté se stal také docentem. V letech 1945 a 1946 působil ve Fakultní nemocnici Bulovka. V roce 1947 studoval na univerzitě v Basileji.
V letech po konci války se podílel na znovuobnovení Univerzity Palackého v Olomouci. V roce 1945 začal působit v Ústavu biologie. V roce 1948 se pak stal mimořádným profesorem lékařské biologie. Od roku 1951 působil také v Ústavu lékařské chemie, v roce 1955 se poté stal navíc profesorem lékařské chemie. Na Lékařská fakultě UPOL poté působil do roku 1980. V rámci svého působení se věnoval např. zkoumání alkaloidů ocúnu či alkaloidů makovitých rostlin. Během své kariéry zveřejnil přes 400 odborných prací a stal se jedním z nejuznávanějších československých vědců v oboru.
Ve volném čase se věnoval sbírání grafických děl, přičemž se zaměřil na dílo českého malíře Joži Uprky. O jeho díle publikoval rovněž několik článků. V roce 1980 zveřejnil publikaci s titulem Organizace, pečeti a insignie olomoucké univerzity v letech 1573/1973. Od roku 1974 byl rovněž členem Německé akademie věd Leopoldina. V roce 1966 obdržel Hanušovu medaili, která je udělována jako ocenění za úspěchy v oblasti chemie.
Zemřel v roce 1983 ve věku 67 let. Měl dva syny. Prvním z nich je gynekolog a genetik Jiří Šantavý (* 1947), druhým je architekt Tomáš Šantavý (* 1951). Od ledna 2017 je po něm pojmenována jedna z olomouckých ulic v městské části Nová Ulice.